# ساو خوسيه (سانتا كاتارينا)
ساو خوسيه هي بلدية في البرازيل، تتبع سانتا كاتارينا، بلغ عدد سكانها 209٬804  نسمة، في 2010، تبلغ مساحتها 150٫453 كيلومتر مربع، رمزها البريدي هو 88100-000.

## الموقع
تشترك في الحدود مع:
- بلدية أنطونيو كارلوس
- فلوريانوبوليس.

## أعلام
- جاكسون فرناندو دي سوزا
- رافائيل فورستر
- ريكاردو دي سوزا